# Le più belle canzoni di Topo Gigio
Le più belle canzoni di Topo Gigio è il terzo album di Topo Gigio, pubblicato nel 1996.

## Tracce
1. Strapazzami di coccole
2. Se avessi la coda anch'io
3. La risata
4. Quel mazzolin di fiori – 1:57
5. Piccolo Gatsby
6. El trabalero
7. Ma le gambe
8. Che me ne importa... a me
9. Camminando sotto la pioggia
10. Cocco e Drilli
11. La sveglia birichina
12. Il valzer del moscerino
13. La tartaruga sprint
14. Che tipo di topo – 3:30 – con Memo Remigi (Maria Perego, Umberto Domina, Guido Clericetti, Peppino Mazzullo/Memo Remigi)
15. Il ballo del callo
16. Susy la pulce del West
17. Messaggio speciale
18. E mentre i gatti ronfano
19. Operazione gatto
20. Gigio Money
21. Un pupazzo un po' pazzo
22. Il presidente dell'U.B.I.